# 805号州际公路
805号州际公路（英語：Interstate 805），正式命名为雅各布·德基玛高速公路，是美国加州圣迭戈县南北向的一条州际公路，由南边美墨边境附近的5号州际公路分出，一直到德尔马附近再次与5号州际公路汇合。其编号中的最后一位“5”表示它是5号州际公路在圣迭戈地区的并行线。
该公路的规划始于1956年。其编号于1959年确定，早于1964年加州的公路重编号项目。从1967年开始，805号州际公路开始分阶段施工。后来该公路的北段比南段较早完工，全线于1975年竣工通车。805号州际公路以其复杂的工程著称。它拥有诸如跨域8号州际公路、米逊谷（Mission Valley）大桥的多项宏伟工程。公路完工之后，还陆续在其北端与5号州际公路汇合处附近修建了局部并行线和高承载快速车道。此外，南北两边还各有一段收费的快速车道正在修建之中。

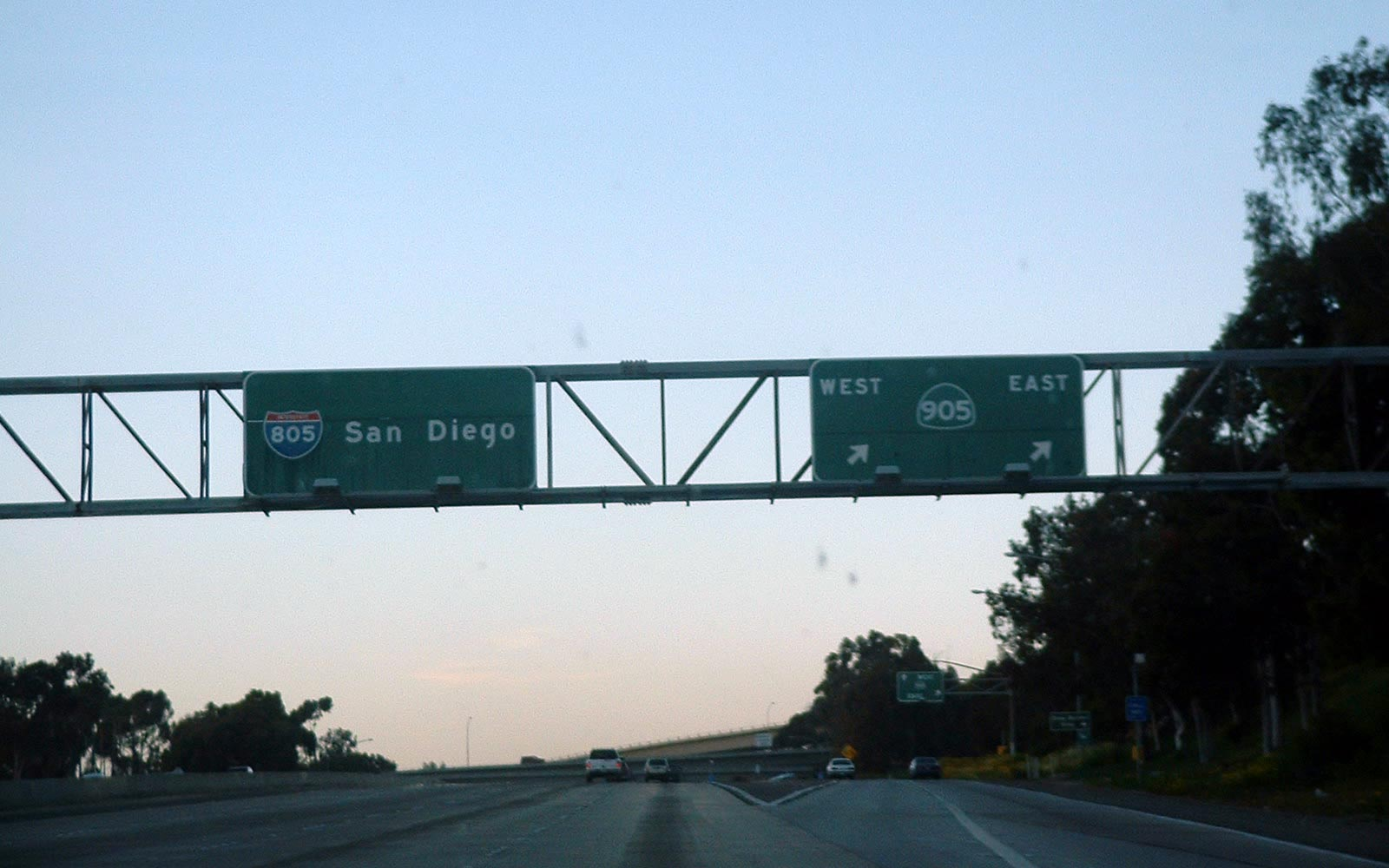
805号州际公路于905号州道附近以北的路段

805号州际公路南端从美墨边境附近的圣伊斯卓，由5号州际公路分出。由此向北行进不远的距离，即到达于905号加利福尼亚州州道之间的交流道，然后进入丘拉維斯塔境内。该公路大致划分了丘拉維斯塔的富人区和贫民区，西侧较东侧更为富有，并拥有更好的学校。随后公路与17号县道交汇之后，来到与54号加利福尼亚州州道之间的交流道。此时公路进入纳雄耐尔城，通过出入口与当地的甜水路（Sweetwater Road）和广场大道（Plaza Boulevard）连接。
随后公路向北进入圣迭戈市境内，先后与94号加利福尼亚州州道（马丁·路德·金高速公路）、15号加利福尼亚州州道（15号州际公路在与8号州际公路的交流道处结束，其向南的延伸线被编为相同号码的州道）交汇。与5号州际公路主线不同，805号州际公路并没有穿过圣迭戈的商业区，而是从圣迭戈市区东部郊区向北行进。在这一区域与805号州际公路相交的有埃尔卡洪大道（El Cajon Boulevard）、亚当斯大街（Adams Avenue）等。继续向北，805号州际公路通过大桥跨越了米逊谷和圣迭戈河（San Diego River），这座修建于1972年的大桥还连接了和东西方向8号州际公路之间的交流道。 这座大桥同时还跨越了圣迭戈有轨电车的铁路线。

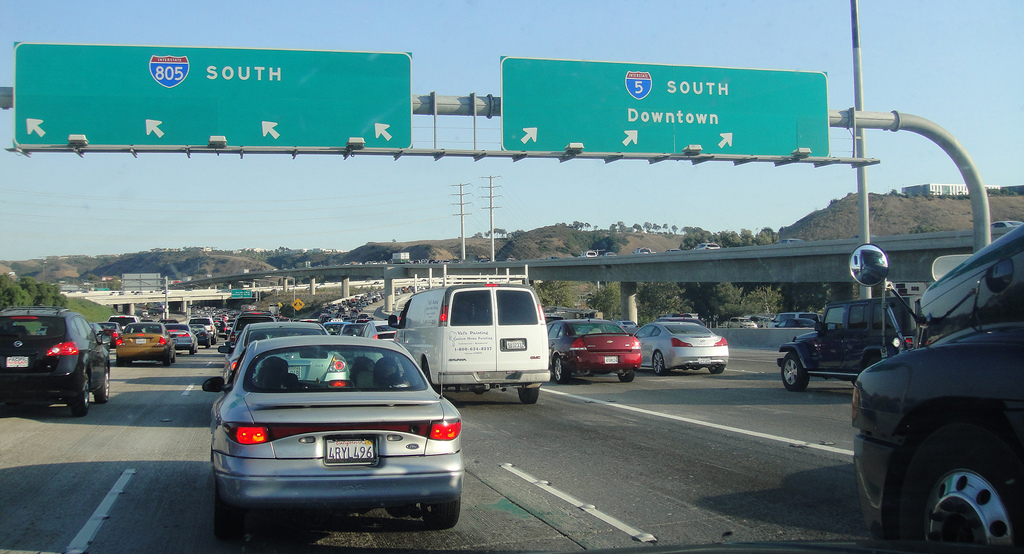
805号州际公路北端由5号州际公路分出

跨越米逊谷之后，805号州际公路继续在圣迭戈市郊区向北延伸，并很快通过交流道与163号加利福尼亚州州道（卡布里约高速公路）和52号加利福尼亚州州道（圣克里蒙蒂谷高速公路）相连。这段公路大致与其西侧的5号州际公路主线平行。805号州际公路最后在索伦托谷（Sorrento Valley）附近汇入北向的5号州际公路。两条公路交汇处附近有一段几英里长的局部并行线用于分担即将前往56号加利福尼亚州州道的车流。在2007年的扩建之后，这一路段最宽处南北双向总共有21条车道，为加州高速公路之最。
805号州际公路的正式名称为“雅各布·德基玛高速公路（Jacob Dekema Freeway）”，源于加州运输部一位先驱的名字。他对圣迭戈地区的高速公路系统的规划做出了很大的贡献。该公路目前是加州高速及快速公路系統和美国国家公路系统（National Highway System）的一部分。2013年的统计表明805号州际公路南端平均日车流量为41,500辆，而其最繁忙的路段位于伯尼塔路和54号州道之间，平均日车流量达到了262,000辆。